# IAPI (Osasco)
IAPI   é um bairro localizado no município de  Osasco, São Paulo, Brasil. Sendo delimitado ao Norte com
o bairro Aliança; a Leste com o bairro Rochdale; Ao Sul com o bairro Piratininga (Osasco);A Oeste, com o bairro Castelo Branco. Os seus loteamentos são: Conjunto Iapi; 
Inocoop – Gleba “J”; Inocoop – Gleba “N”; Inocoop – Gleba“M”. 

## Dados da segurança pública do bairro
- 4º Distrito Policial[1]

| Ocorrências de 2004           | Porcentagem | Números |
| ----------------------------- | ----------- | ------- |
| Homicídio doloso              | 1,85%       | 1       |
| Tentativa de homicídio doloso | 3,70%       | 1       |
| Estupro                       | 1,85        | 1       |
| Tráfico de entorpecentes      | 7,41%       | 4       |
| Corrupção de menores          | 1,85%       | 1       |
| Furto                         | 38,49%      | 21      |
| Roubo                         | 14.81%      | 8       |
| Furto de veículos             | 24,04%      | 13      |
| Roubo de veículos             | 5,56%       | 3       |
| Total Ocorrências             | 100%        | 54      |

Fonte - Secretaria de Gestão Estratégica – Pesquisa - 2005

## Educação
- Creche Olímpia Maria de Jesus Carvalho
- EMEI Professora Maria Bertoni Fiorita
- EMEF Benedito Weschenfelder
- EMEF Dr. Hugo Ribeiro de Almeida
- EE Walter Negrelli [1]

## Saúde
- Policlínica Dona Leonil Crê Bortoloso
- Saúde do Trabalhador
- COAS – Centro de Testagem Sorológica
- Vigilância Sanitária – VISA Osasco[1]

## Lazer
- Área de Lazer Avelino Zerbinato [1]